# Koro Koro Puzzle Happy Panechu!
Koro Koro Puzzle Happy Panechu! (コロコロパズル ハッピィパネッチュ!) est un jeu vidéo de type puzzle game développé par Mobile21 et Nintendo R&D2, et édité par Nintendo pour la Game Boy Advance. Il sort exclusivement au Japon le 8 mars 2002. C'est le premier jeu de cette console de jeux vidéo à utiliser le gyroscope.